# Lactarius lacunarum
Lactarius lacunarum é um fungo que pertence ao gênero de cogumelos Lactarius na ordem Russulales. Encontrado na Europa, foi descrito cientificamente por Frederich Bayard Hora em 1960.